# Archiv der sozialen Demokratie

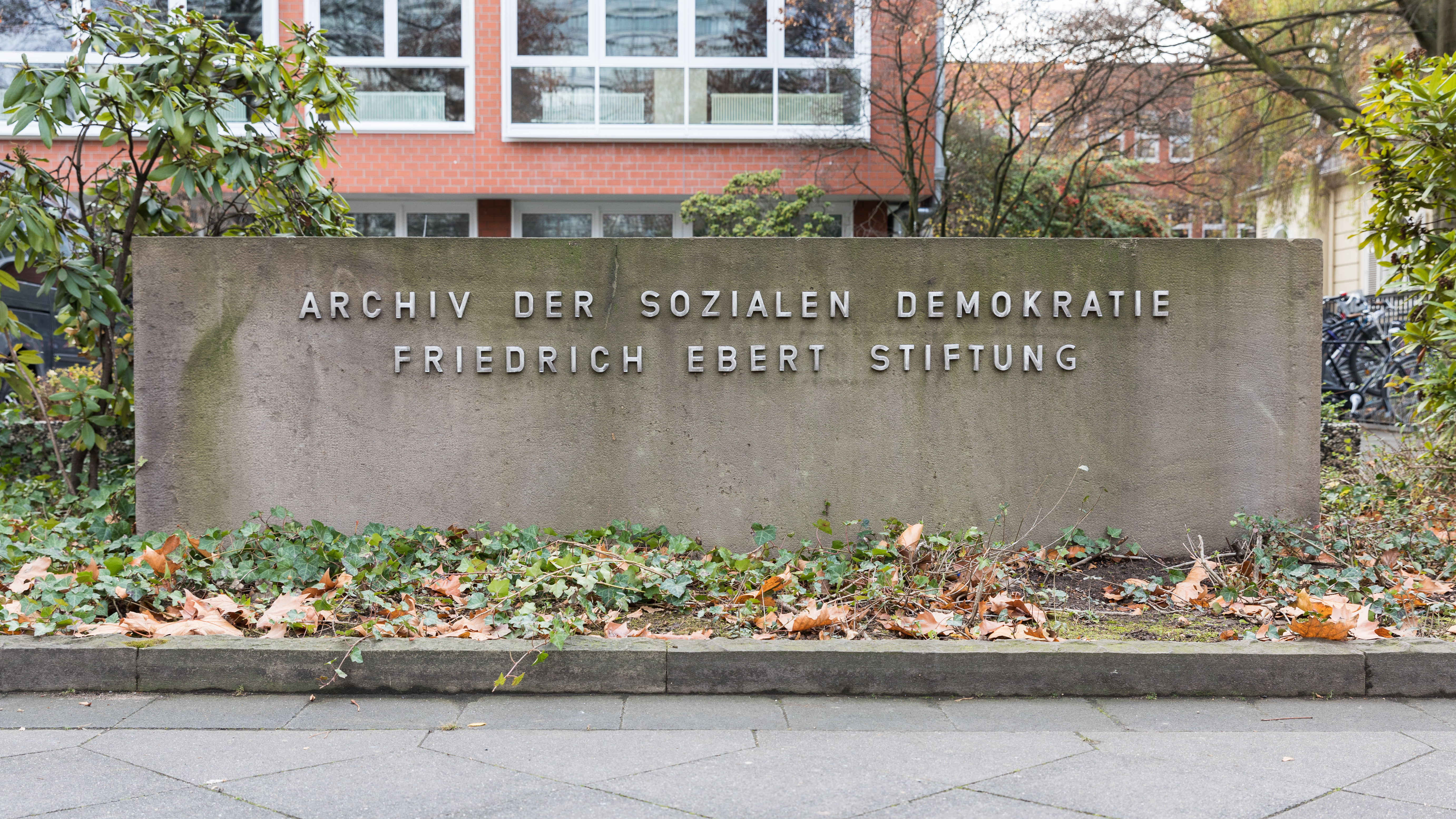
Schrifttafel vor dem Gebäude der Friedrich-Ebert-Stiftung in Bonn

Das Archiv der sozialen Demokratie (AdsD) der Friedrich-Ebert-Stiftung (FES) ist eines der größten Archive der Arbeiterbewegung. Es befindet sich in Bonn.

## Gründung
Das Archiv wurde nach mehrjähriger Vorbereitung am 5. Juni 1969 von Willy Brandt eröffnet, dem damaligen SPD-Vorsitzenden. Vorangetrieben wurde es vor allem von Alfred Nau, damals SPD-Schatzmeister und zugleich Vorstandsvorsitzender der SPD-nahen Friedrich-Ebert-Stiftung. Bei der Eröffnung charakterisierte Willy Brandt  das Archiv mit den Worten: Dieses Archiv, für dessen Errichtung ich mich als Vorsitzender der Sozialdemokratischen Partei Deutschlands nachdrücklich eingesetzt habe, versteht sich zunächst als Sammelstelle von Quellenmaterial zur Geschichte der deutschen und internationalen Arbeiterbewegung. Es soll darüber hinaus Forschungen anregen und selber betreiben. Seine Bemühungen sind damit Teil der sozialgeschichtlichen Forschung in unserem Lande.
Das AdsD hatte bei seiner Gründung einen Aktenbestand von 300 lfd.m (laufende Meter). Den Kern bildeten die Archivalien des Vorstands der SPD, die damit aus dem Parteiarchiv in ein der Öffentlichkeit zugängliches Archiv überführt wurden.

## Bestände

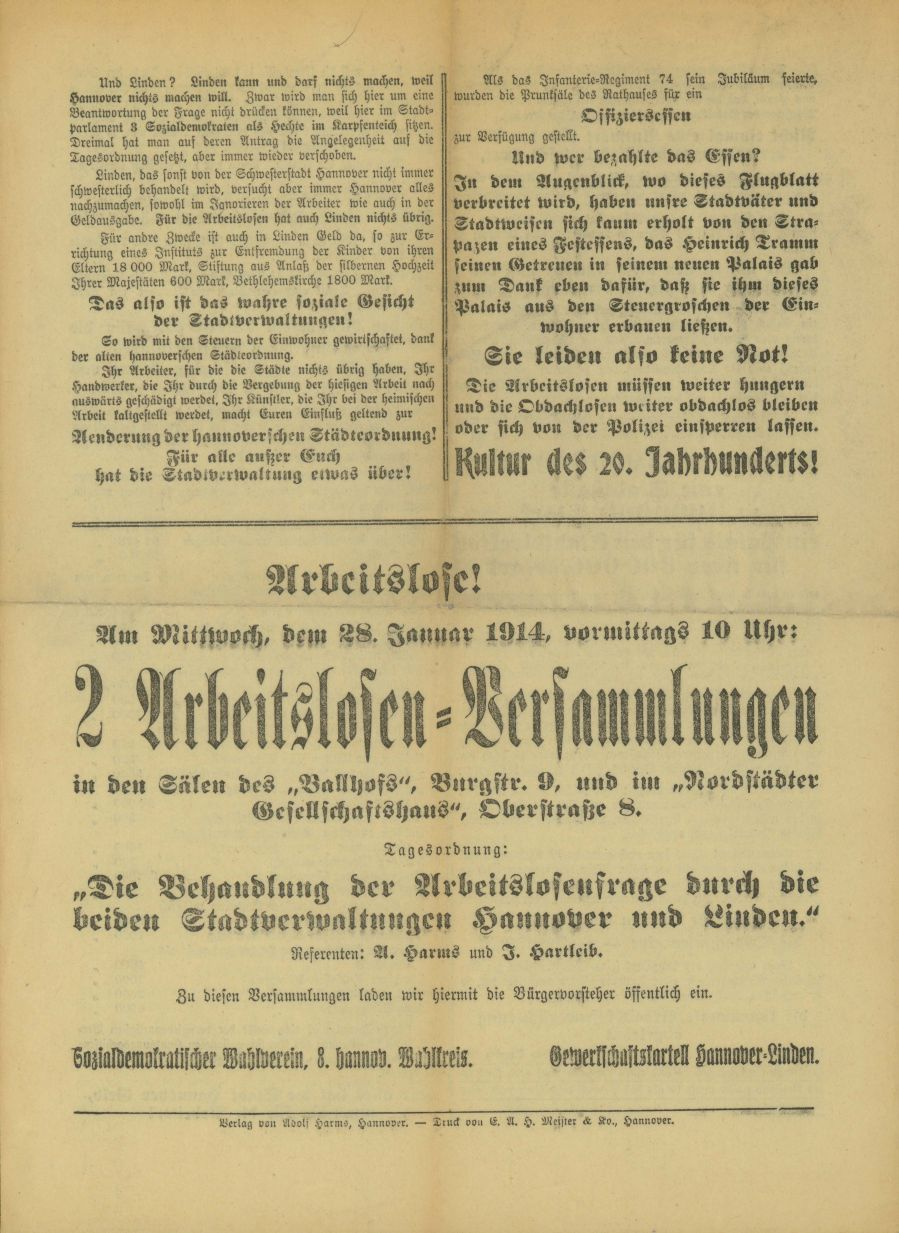
Flugblatt zur Arbeitslosen-Versammlung am 28. Januar 1914 im Ballhof und im Nordstädter Gesellschaftshaus in Hannover, hrsg. vom Sozialdemokratischen Wahlverein, 8. hannoverscher Wahlkreis, und dem Gewerkschaftskartell Hannover-Linden;
(Seite 4); Verlag von Adolf Harms, Druck von E. A. H. Meister & Co.; Archiv der sozialen Demokratie

Der Kreis der Bestände ist seit der Gründung weit über das Sammelgebiet der deutschen Sozialdemokratie hinausgewachsen, die nach wie vor einen Schwerpunkt bildet. Außerdem werden verstärkt Materialien der deutschen und internationalen Gewerkschaften betreut, so unter anderem die des Deutschen Gewerkschaftsbundes (DGB), der Internationalen Transportarbeiter Föderation (ITF), der Deutschen Angestelltengewerkschaft (DAG) und der Industriegewerkschaft Metall (IG Metall).
Zusätzlich sichert das AdsD die Archivalien einer Reihe von linken und sozialistischen Organisationen, zum Beispiel des Sozialistischen Deutschen Studentenbundes (SDS), von Verbänden der Arbeiterkulturbewegung, der Friedensbewegung und des Deutschen Rats der Europäischen Bewegung. Hinzu kommen über eintausend Nachlässe und Deposita von Persönlichkeiten der Sozialdemokratie und der Gewerkschaften; genannt seien hier Paul Levi, Willi Eichler, Carlo Schmid, Carl Severing, Willy Brandt, Herbert Wehner, Gustav Heinemann und Käte Strobel sowie Annemarie Renger, Helmut Schmidt und Hans-Jochen Vogel. Darunter befinden sich auch umfangreiche Fotoarchive wie die von  Arno Scholz oder Jupp Darchinger.
Im Jahr 2024 beherbergte das AdsD über 57 laufende Kilometer Akten. Die Überlieferung reicht von der Mitte des 19. Jahrhunderts bis zur Gegenwart, wobei der Schwerpunkt in der Zeit nach 1945 liegt.
Ferner bewahrt das AdsD umfangreiche Sammlungen, die zum Teil noch weiter bis ins 18. Jahrhundert zurückreichen, zum Beispiel das Bildarchiv mit über 325.000 erschlossenen Fotos, die Plakat- und Flugblattsammlung mit über 65.000 Plakaten und mehr als 45.000 Flugblättern und -schriften, sowie den Bestand an historischen Fahnen. Zu nennen seien auch die umfangreichen Sammlungen an Film-, Video- und Tondokumenten, Ansteckern und weiteren Werbematerialien unterschiedlicher politischer Parteien und gewerkschaftlicher Organisationen. Diese Sammlungen werden nach und nach digitalisiert und im Internet zugänglich gemacht.
Mit seinen reichhaltigen Beständen ist das AdsD zu einer zentralen Forschungsstätte für die Geschichte der Arbeiterbewegung und der deutschen Sozial- und Zeitgeschichte insgesamt geworden. Dank des Einsatzes elektronischer Datenverarbeitungssysteme hat das AdsD einen großen Schritt auf dem Wege zum „digitalen Dienstleistungszentrum“ getan.
Die Bibliothek der Friedrich-Ebert-Stiftung Bonn ist ein Teil des AdsD. Sie steht in der Tradition der historischen SPD-Bibliothek, die um die Jahrhundertwende vom 19. zum 20. Jahrhundert in Berlin gegründet wurde und nach 1938 weitgehend verloren ging. Mit rund 1.000.000 Bänden umfasst sie eine der größten sozialwissenschaftlichen Bibliotheken in freier Trägerschaft. Die Bibliothek beheimatet seit 1995 auch die DGB-Bibliothek als geschlossenen Corpus.